# Шпаршу, Йенс
Йенс Шпа́ршу (нем. Jens Sparschuh; род 14 мая 1955, Карл-Маркс-Штадт) — немецкий писатель.

## Биография
Йенс Шпаршу вырос в Восточном Берлине. Получил аттестат зрелости в Галле и в 1973—1978 годах учился на философском факультете Ленинградского университета. В 1978—1983 годах работал научным ассистентом в Берлинском университете, в 1983 году защитил докторскую диссертацию. С этого времени является свободным писателем и проживает в Берлине. Участвовал в движении за гражданские права в ГДР и состоял в «Новом форуме». В 1991—2012 годах неоднократно приглашался профессором в Гриннелл-колледж в США.
Йенс Шпаршу является автором нескольких романов, посвящённых истории Германии и литературы, а также эссе, лирических произведений и радиопостановок. Произведения Шпаршу были переведены на десять языков. В течение десяти лет являлся автором колонки рецензий аудиокниг в литературном разделе газеты Der Tagesspiegel.
Является лауреатом премий Анны Зегерс, Эрнста Рейтера и Бременской литературной премии.

## Сочинения
- Erkenntnistheoretisch-methodologische Untersuchungen zur heuristischen Ausdrucksfähigkeit aussagenlogischer Beweisbegriffe, Dissertation, Berlin 1983
- Waldwärts, Berlin 1985
- Der große Coup, Berlin 1987
- Kopfsprung, Berlin 1989
- Indwendig, Winsen/Luhe 1990
- Der Schneemensch, Köln 1993
- Parzival Pechvogel, Zürich (u.a.) 1994
- Das Vertreterseminar, Köln 1995
- Der Zimmerspringbrunnen, Köln 1995
- Spuren in der Weltwüste, Lichtenfels 1996
- Ich dachte, sie finden uns nicht, Köln 1997
- Die schöne Belinda und ihr Erfinder, Zürich 1997
- Маска Лафатера / Lavaters Maske, Köln 1999
- Die Elbe, Leipzig 2000
- Stinkstiefel, Zürich 2000
- Eins zu eins, Köln 2003
- Silberblick, Köln 2004
- Vom Tisch, Leipzig 2004
- Ich glaube, sie haben uns nicht gesucht, Köln 2005
- Mit Lieschen Müller muss man rechnen, Zürich 2006
- Чёрная дама / Schwarze Dame, Köln 2007 ISBN 978-3-462-03913-9.
- Morgens früh um sechs…, Bilderbuch, Rostock 2009
- Putz- und Flickstunde. Zwei Kalte Krieger erinnern sich, München 2009 ISBN 978-3-492-05230-6.
- Im Kasten, Köln 2012, ISBN 978-3-462-04417-1.
- Sibylle Prinzessin von Schwanstein, Bilderbuch, Rostock 2012
- Ende der Sommerzeit, Köln 2014, ISBN 978-3-462-04616-8.
- Leonhard Cohen: almost young, Text zur Bildbiografie, München 2014, ISBN 978-3-8296-0663-9.